# Ron Holland
Pour les articles homonymes, voir Ron et Holland.
Ronald Dewayne Holland II, né le  7 juillet 2005 à Duncanville au Texas, est un joueur américain de basket-ball mesurant 2,00 m et évoluant au poste d'ailier ou d'ailier fort.

## Biographie

### NBA G League Ignite (2023-2024)
Le 1er juillet 2023, il rejoint l'équipe de G-League de NBA G League Ignite.
Le 17 avril 2024, il annonce qu'il se présente à la draft 2024 de la NBA.

### Pistons de Détroit (depuis 2024)
Il est sélectionné en cinquième position par les Pistons de Détroit lors de la draft.

## Palmarès

### Universitaire
- NBA G League Next Up Game (2024)
- McDonald's All-American (2023)
- Jordan Brand Classic (2023)
- Nike Hoop Summit (2023)

## Statistiques

### NBA Gatorade League
| Saison    | Équipe              | Matchs | Titul. | Min./m | % Tir | % 3pts | % LF | Rbds/m. | Pass/m. | Int/m. | Ctr/m. | Pts/m. |
| --------- | ------------------- | ------ | ------ | ------ | ----- | ------ | ---- | ------- | ------- | ------ | ------ | ------ |
| 2023-2024 | NBA G League Ignite | 14     | 14     | 33,6   | 44,5  | 24,0   | 75,7 | 6,57    | 3,00    | 2,50   | 0,64   | 15,57  |
| Carrière  | Carrière            | 14     | 14     | 33,6   | 44,5  | 24,0   | 75,7 | 6,57    | 3,00    | 2,50   | 0,64   | 15,57  |

## Records sur une rencontre en NBA
Les records personnels de Ron Holland en NBA sont les suivants, :
| Type de statistique        | Saison régulière | Saison régulière                | Saison régulière |
| Type de statistique        | Record           | Adversaire                      | Date             |
| -------------------------- | ---------------- | ------------------------------- | ---------------- |
| Points                     | 26               | 2 fois                          | 2 fois           |
| Paniers marqués            | 11               | @ Celtics de Boston             | 12 décembre 2024 |
| Paniers tentés             | 14               | 2 fois                          | 2 fois           |
| Paniers à 3 points réussis | 3                | Warriors de Golden State        | 9 janvier 2025   |
| Paniers à 3 points tentés  | 8                | Warriors de Golden State        | 9 janvier 2025   |
| Lancers francs réussis     | 5                | 2 fois                          | 2 fois           |
| Lancers francs tentés      | 11               | Pelicans de La Nouvelle-Orléans | 23 mars 2025     |
| Rebonds offensifs          | 4                | @ Raptors de Toronto            | 15 novembre 2024 |
| Rebonds défensifs          | 7                | @ Cavaliers de Cleveland        | 25 octobre 2024  |
| Rebonds totaux             | 8                | @ Raptors de Toronto            | 15 novembre 2024 |
| Passes décisives           | 6                | Pelicans de La Nouvelle-Orléans | 23 mars 2025     |
| Interceptions              | 4                | Bulls de Chicago                | 2 février 2025   |
| Contres                    | 1                | 11 fois                         | 11 fois          |
| Balles perdues             | 4                | @ Mavericks de Dallas           | 21 mars 2025     |
| Minutes jouées             | 36               | Pelicans de La Nouvelle-Orléans | 23 mars 2025     |

- Double-double : 0
- Triple-double : 0

Dernière mise à jour : 24 mars 2025